# クエンティン・リー
クエンティン・リー（Quentin Lee、1971年 - ）は、香港出身のアメリカ合衆国の映画監督。

## 作品
- ヤッた相手が多すぎて。
- イーサン・マオ